# Göteborgs Universitet
Göteborgs Universitet (latin: Universitas Gothoburgensis, sv.: Göteborgs universitet) er et universitet i Göteborg, Sverige. Det har over 24.000 studerende ved 8 fakulteter, hvilket gør det til det største universitet i Skandinavien og blandt de større i Europa.

## Historie
Universitetet blev grundlagt som Göteborgs högskola i 1891 og er senere fusioneret med adskillige andre, tidligere uafhængige uddannelsesinstitutioner i Göteborg. Det blev et helt universitet ved fusionen med Medicinhögskolan i Göteborg i 1954. I 1977 blev Konsthögskolan Valand en del af universitet. I 2005 blev byens handelshøjskole fusioneret med universitetet. Sahlgrenska Universitetssjukhuset er universitetshospital for Göteborg Universitet.

## Fakulteter og afdelinger
| - Sahlgrenska Akademin - det sundhedsvidenskabelige fakultet: - Biomedicin, kliniske videnskaber, medicin, neurovidenskab og fysiologi, odontologi samt pleje og helse - Det naturvidenskabelige fakultet: - Botanik, celle- og molekylærbiologi, fysik, geovidenskaber, kemi, konservatorvidenskab, marinøkologi, matematik, miljøvidenskab samt zoologi - Det humanistiske fakultet: - Arkæologi og antikkens kultur, engelsk, etnologi, filosofi, kønsstudier, historie, idéhistorie og videnskabsteori, Kollegium SSKKII (for tværvidenskabelig forskning), kunst- og billedevidenskab, kultur, æstetik og medier, lingvistik, litteraturvidenskab, orientalske og afrikanske sprog, religionsvidenskab, teologi og klassiske sprog, romanske sprog, slaviske sprog, svensk, tysk samt hollandsk. | - Det kunstneriske fakultet: - Högskolan för Design och Konsthantverk (HDK), Högskolan för fotografi (HFF), Filmhögskolan, Konsthögskolan Valand, Litterär gestaltning, Högskolan för scen och musik vid Göteborgs universitet og Göteborg Organ Art Center - Det samfundsvidenskabelige fakultet: - Freds- og udviklingsstudier, Forvaltningshøjskolen, journalistik og massekommunikation, psykologi, socialantropologi, socialt arbejde, sociologi samt statskundskab - Handelshögskolan - Det pædagogiske fakultet - Utbildnings- och forskningsnämnden för lärarutbildningen (UFL) - IT-universitetet i Göteborg |